# Manuel González Palma
Manuel González Palma; (Curicó, 1801 - 1849). Hijo de José Silvestre González Carvallo y de Etelvina Palma Arancibia. Su padre era dueño de una finca en las afueras de Curicó, a la cual se dedicó buena parte de su vida. Hermano del exparlamentario, Vicente González Palma. 
Se involucró con las milicias emancipadoras. Acompañó en 1823 a Ramón Freire en las expediciones al sur, llegando al grado de coronel. Fue elegido Diputado representante de Curicó, Santa Cruz, Vichuquén (1824-1825), reelecto en 1825, 1827, 1828 y 1829. 